# Bissendorf (Wedemark)
Bissendorf ist der zweitgrößte Ortsteil der Gemeinde Wedemark in der Region Hannover in Niedersachsen. Bissendorf-Wietze ist ein anderer, benachbarter Ortsteil von Wedemark.

## Geschichte

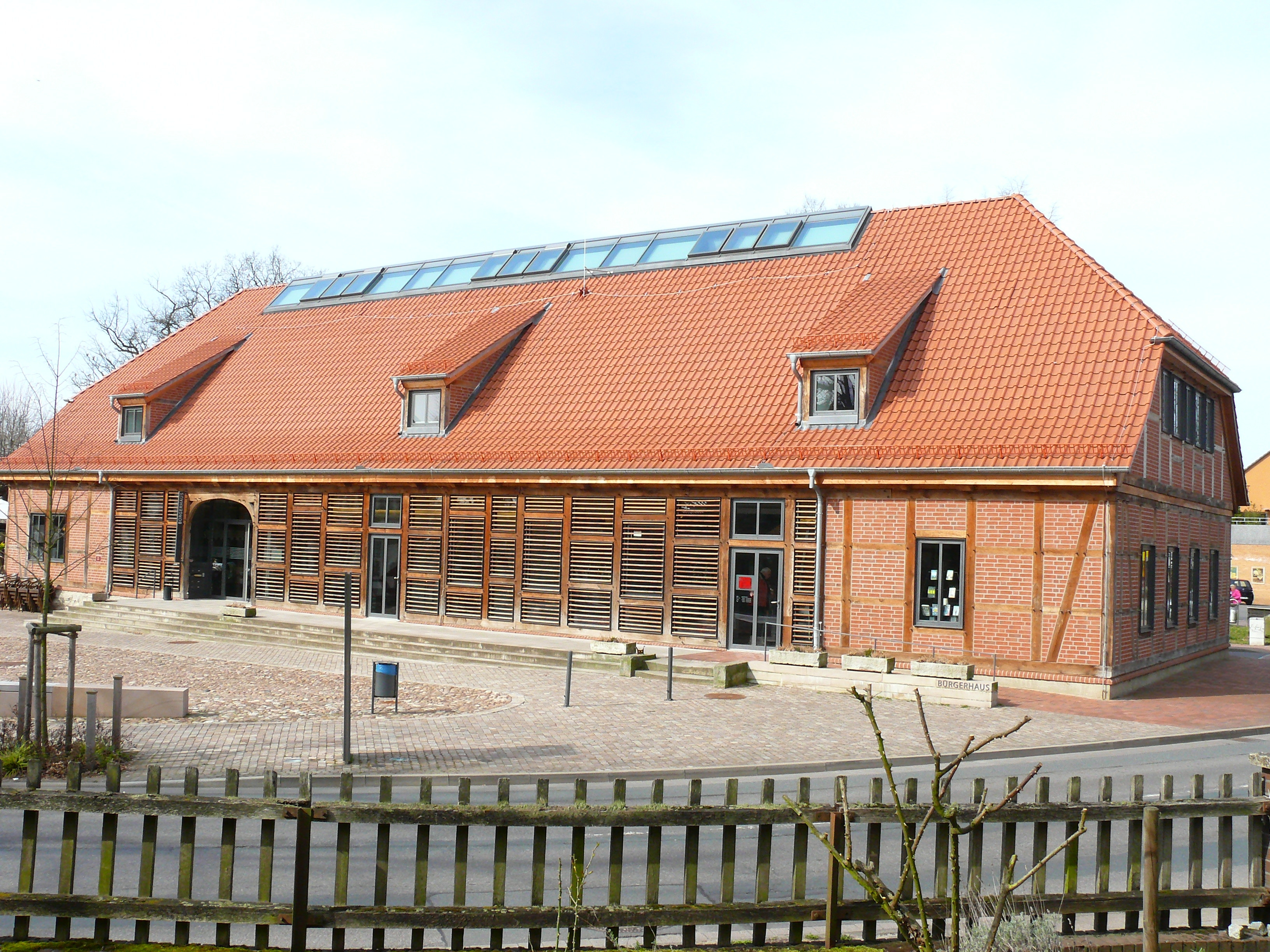
Amtsvogtei von 1819, 2007 zum Bürgerhaus umgebaut

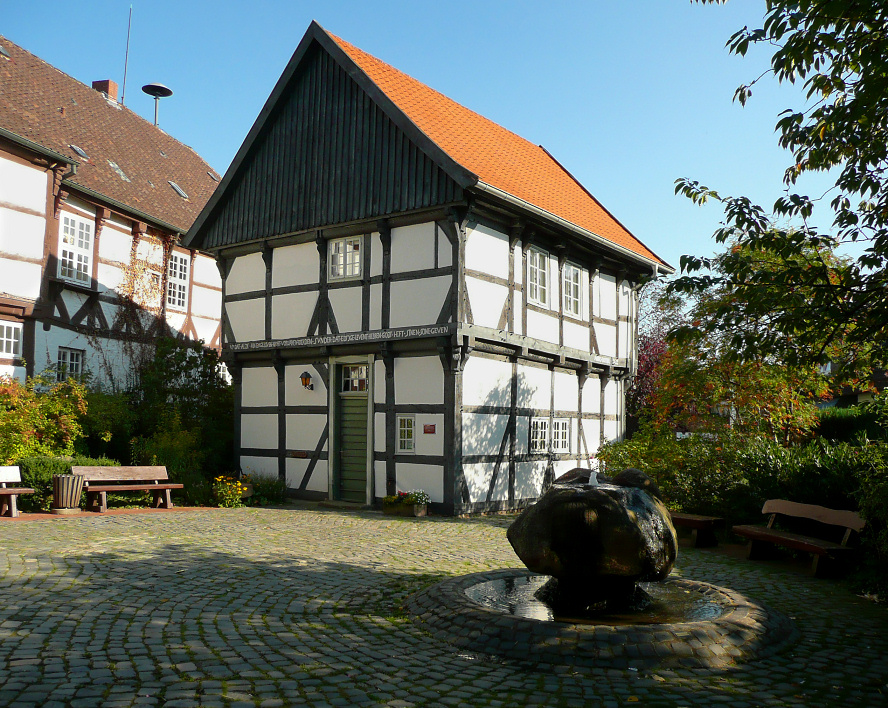
Kavaliershaus

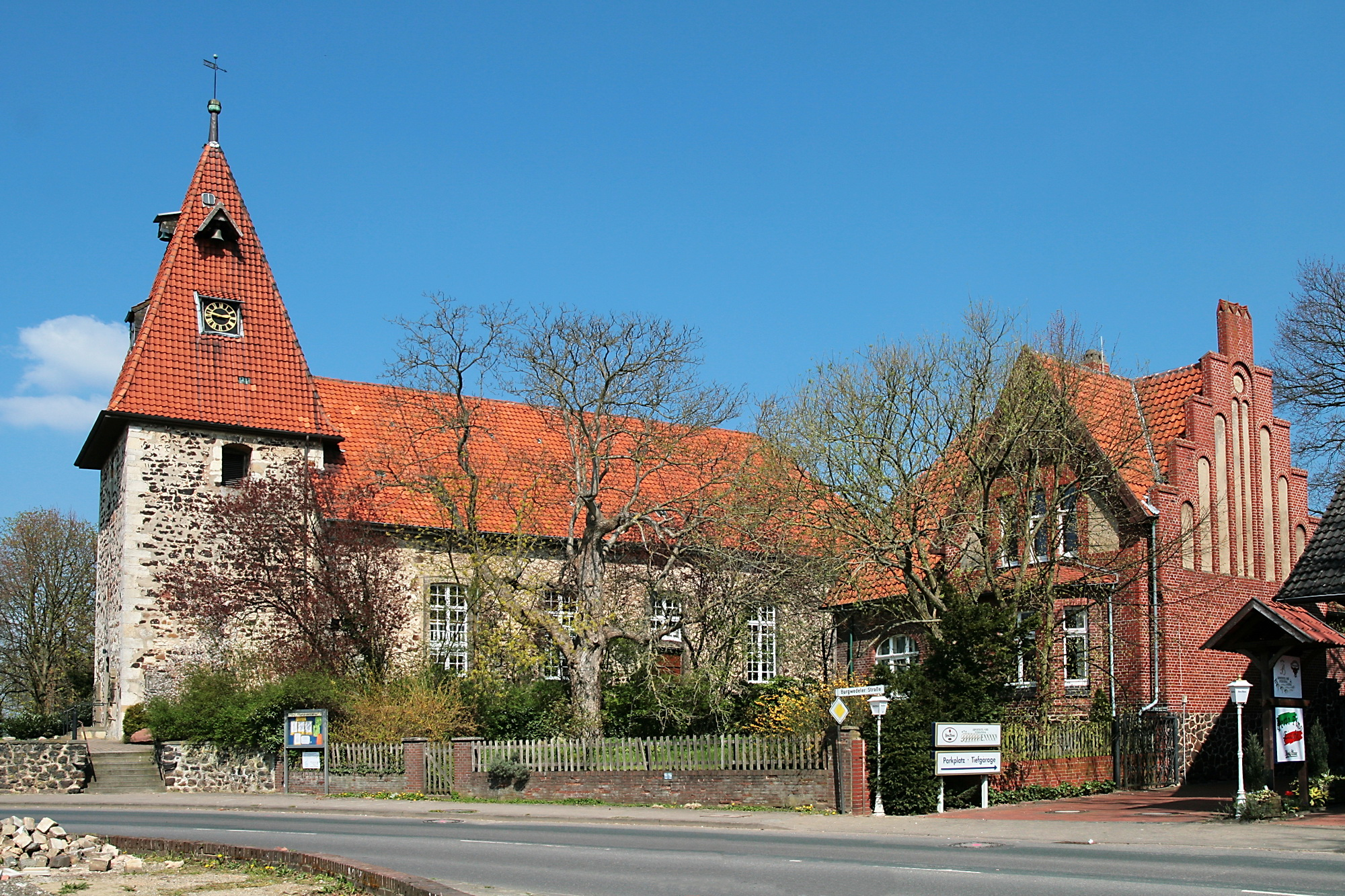
Michaeliskirche

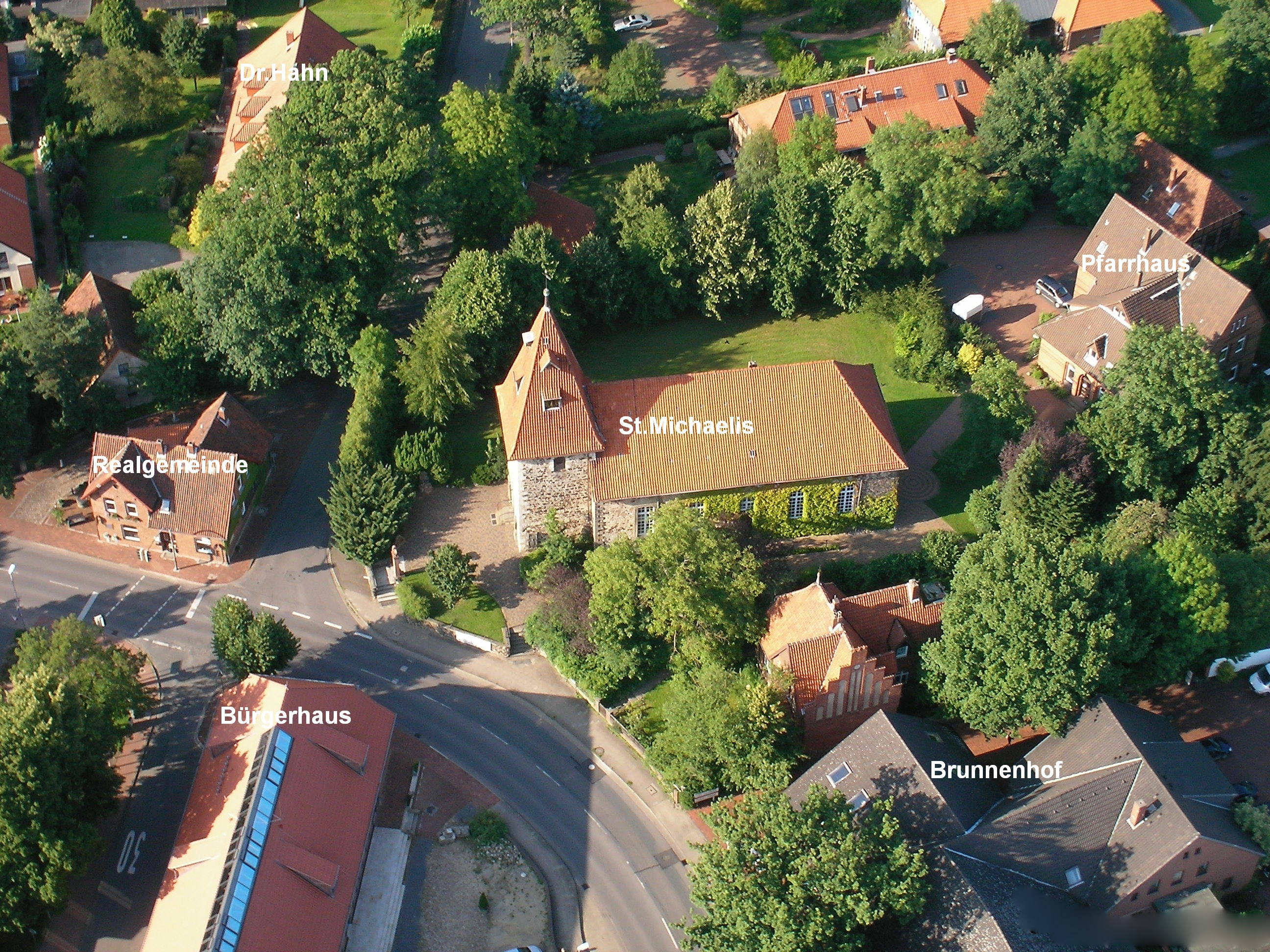
Der direkte Umkreis der Kirche im Dorfmittelpunkt Bissendorfs

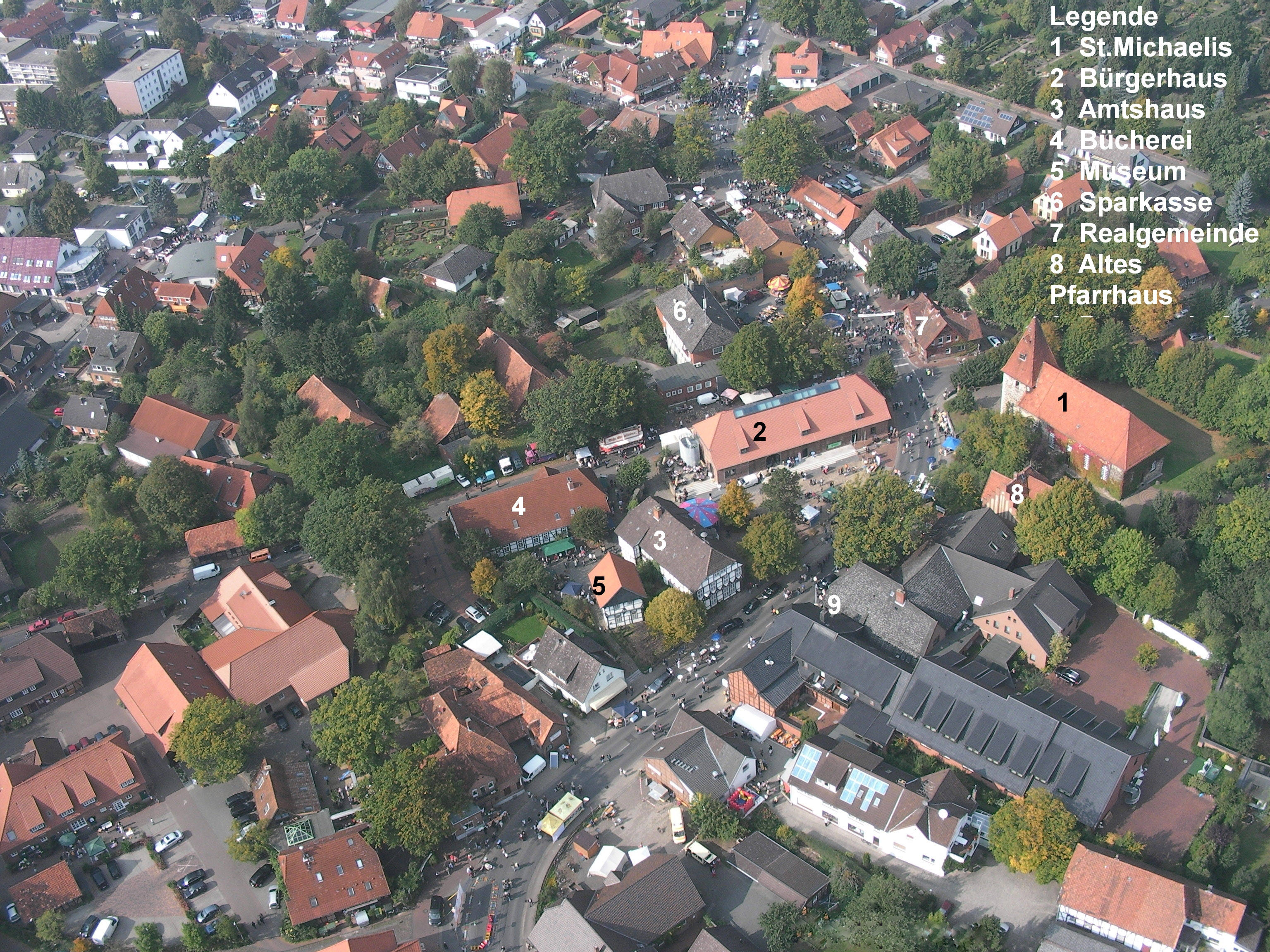
Der erweiterte Dorfkern (der Bildausschnitt hat 400 Meter Durchmesser)

Die erste urkundliche Erwähnung erfolgte 1295 im Zusammenhang mit der St.-Michaelis-Kirche, die gegenüber dem Amtshof steht, zu der auch die 1773 abgebrochene unterschlächtige Wassermühle in der Krakau gehörte. Bissendorf war von 1560 bis 1852 Sitz des jeweiligen Amtsvogts.
Bissendorf war über Jahrhunderte ein Bauerndorf. Die ursprünglich 13 Meierhöfe wurden im Lauf der Jahre meist geteilt, so dass beispielsweise 1664 insgesamt 33 Höfe einen Meierstatus hatten. Daneben gab es damals weitere nahezu 40 (kleinere) Kötnerhöfe. Die wirtschaftliche Basis bildeten Getreideanbau, vornehmlich Roggen, und Viehzucht, insbesondere Pferde, Rindvieh und Schafe. Zwischen 1850 und 1930 erhöhte sich die Einwohnerzahl von etwa 600 auf rund 1000 Personen.
Am 1. März 1974 wurde Bissendorf in die neue Gemeinde Wedemark eingegliedert.

## Politik

### Ortsrat
Der Ortsrat von Bissendorf setzt sich aus fünf Ratsfrauen und vier Ratsherren folgender Parteien zusammen:
- CDU: 4 Sitze
- SPD: 2 Sitze
- FDP: 1 Sitz
- Grüne: 1 Sitz
- AFD: 1 Sitz

(Stand: Kommunalwahl 11. September 2016)

### Ortsbürgermeister
Die Ortsbürgermeisterin ist Susanne Brakelmann (CDU), vertreten wird sie durch Gitta Jansen (SPD).

### Wappen
Der Entwurf des Kommunalwappens von Bissendorf stammt von dem Heraldiker und Grafiker Alfred Brecht, der zahlreiche Wappen in der Region Hannover erschaffen hat. Die Genehmigung des Wappens wurde am 17. November 1955 durch den Niedersächsischen Minister des Innern erteilt.
| Wappen von Bissendorf | Blasonierung: „Auf Grün ein silberner Pfeilerkopf des Amtstores von 1691 mit der Chiffre GW.“ |
| Wappen von Bissendorf | Wappenbegründung: Dem Charakter der Landschaft entsprechend hat Bissendorf als Mittelpunkt der Wedemark den grünen Wappenschild gewählt. Frühgeschichtliche Symbole haben sich nicht angeboten. Bissendorf war bis 1852 der vormalige Sitz des Amtsvogtes und des Gerichts für die Wedemark. In Erinnerung daran wurde das Kopfstück mit dem abgebrochenen oberen Teil der rechten Säule des Eingangsportals zum alten Amtshofe in das Wappen aufgenommen. Die Säule trägt die verschlungenen Initialen „GW“ des Herzogs Wilhelm von Braunschweig – Lüneburg. |

## Kultur und Sehenswürdigkeiten
- Nach der Gründung der Amtsvogtei um 1560 entstand um 1580 das Wohnhaus des Amtsvogtes, heute Standesamt, einer der schönsten Profanbauten der Wedemark, dem 1747 noch ein Westflügel angefügt wurde. Dicht dabei steht das sog. Kavaliershaus, das um 1620/1621 errichtet wurde und heute das Richard-Brandt-Museum beherbergt. Beide Gebäude zeigen die Ornamentik der Spät-Renaissance.
- Das Dienstgebäude des Amtes, die Amtsvogtei, wurde 1819 erbaut und zuletzt als Kaufhaus der Familie Busse genutzt, bevor es von der Gemeinde Wedemark erworben und 2007 aufwändig zum Bürgerhaus umgebaut und restauriert wurde.
- In dem südlich danebenstehenden früheren Gast- und Bauernhaus Dusche, einem Fachwerkgebäude von 1809, befindet sich die Gemeinde-Bibliothek und im Dachgeschoss ein weiterer Ausstellungsraum des Richard-Brandt-Museums.
- Gegenüber dem Amtshaus steht die Michaeliskirche, deren Turm im 13. Jahrhundert erbaut und 1680 renoviert wurde.
- Sehenswert sind die historischen Grabsteine an der Kirche. Die zur Kirche gehörende Mühle, eine außerhalb des Dorfes gelegene unterschlächtige Wassermühle, wurde um 1773 abgebrochen.
- Westlich von Bissendorf auf der halben Strecke nach Resse liegt das Bissendorfer Moor mit dem in Langenhagen gelegenen Muswillensee.

### Vereinswesen
Seit 1995 gibt es den imago-Kunstverein Wedemark e. V., einen Verein für Bildende Kunst, Musik, Literatur und Darstellende Kunst.
In Bissendorf existieren ein Fußballverein (SC Wedemark), ein Turn-Club (mit den im Inlinehockey erfolgreichen Bissendorfer Panthern), ein Tennis-Club, der Schachverein „Freibauer Wedemark“, die Freiwillige Feuerwehr, der Sozialverband und die Ortsverbände von CDU und SPD.
Vor allem erwähnenswert ist der „Verschönerungs- und Naturschutzverein“ VNV-Bissendorf, der sich um Dorfbild sowie Pflege der Natur und Erhaltung der alten Fachwerkhäuser kümmert.
Die Schützengesellschaft Bissendorf von 1912 e. V. trägt jährlich um Pfingsten das Bissendorfer Schützenfest aus. Bis um 1940 verwaltete und feierte die historische Schützengenossenschaft noch drei Feste im Jahr. Der Genossenschaft gehörten die Hauswirte (Hofbesitzer) aus der Realgemeinde Bissendorf, Scherenbostel, Ickhorst und Wiechendorf an. Ein damaliges „Schützenbier“ wurde für die Kinder unter Leitung der Lehrer ausgerichtet, ein weiteres für die Knechte und Mägde und ein weiteres für die Bauern und verheirateten Arbeiter. Hierzu ernannte die Genossenschaft ein Mitglied zum Veranstalter, der das Fest auf seinem Hof ausrichtete. Er bekam die Schankkonzession. Erst 1935 wurde das Schützenfest durch einen Gemeindebeschluss zu einem „Volks- und Schützenfest“.

## Wirtschaft und Infrastruktur
In Bissendorf findet sich ein breites Angebot von Läden, Arztpraxen, Werkstätten, Apotheken und Banken. Es ist eine Grundschule mit Außenstellen vorhanden.

## Verkehr

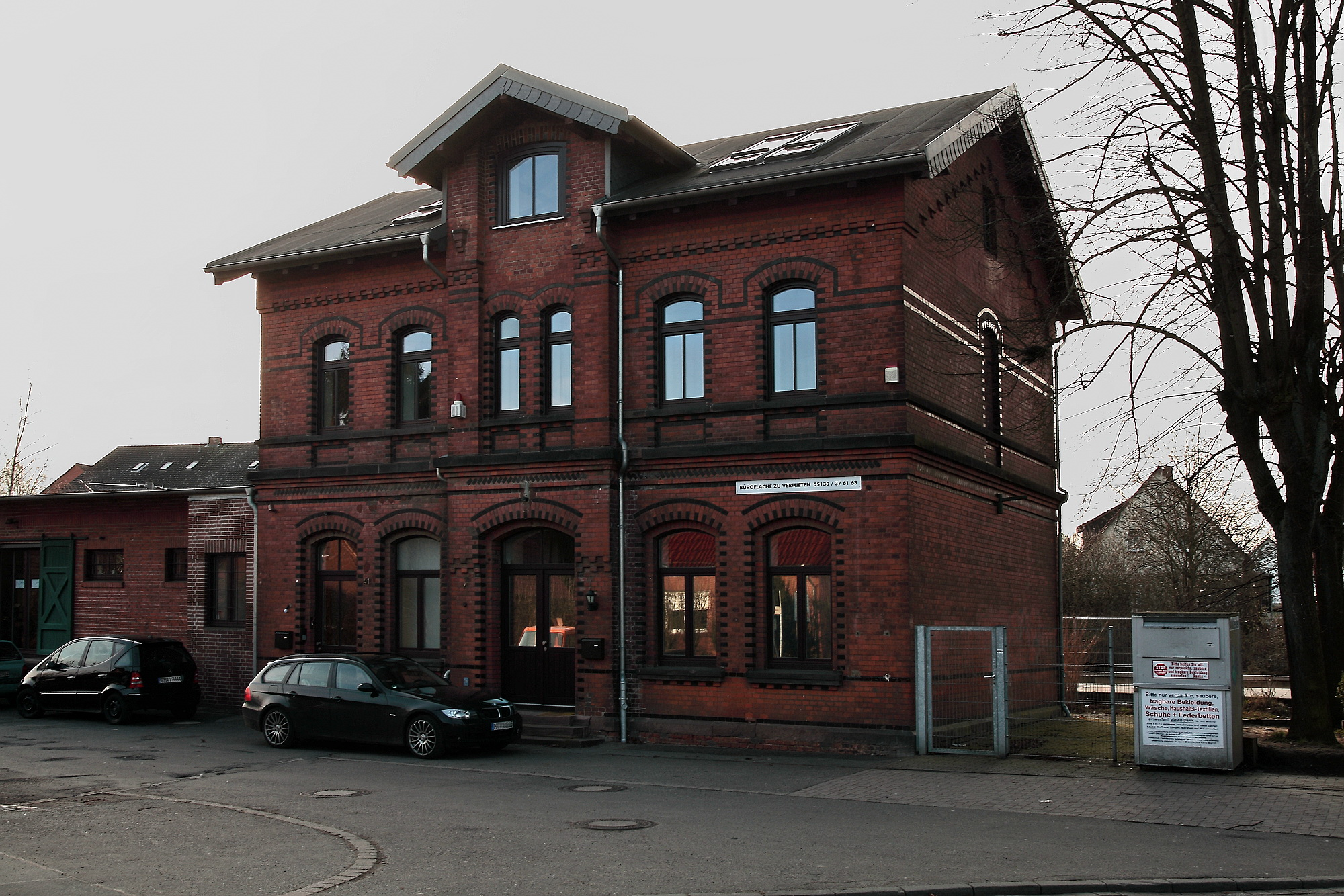
Altes Bahnhofsgebäude Bissendorf

Es bestehen Busverbindungen in andere Ortsteile der Wedemark sowie in die Städte Langenhagen und Burgwedel. Der Bissendorfer Bahnhof ist über das Streckennetz der S-Bahn Hannover mit anderen Dörfern der Wedemark, Hildesheim und Hannover verbunden.
| Linie | Verlauf | Takt                                              |
| ----- | --- | ------------------------------------------------- |
| S 4   | Hildesheim – Emmerke – Barnten – Sarstedt – Rethen (Leine) – Hannover Messe/Laatzen – Hannover Bismarckstraße – Hannover Hbf – Hannover-Nordstadt – Hannover-Ledeburg – Hannover-Vinnhorst – Langenhagen Mitte – Langenhagen Pferdemarkt – Langenhagen-Kaltenweide – Bissendorf – Mellendorf – Bennemühlen Stand: Fahrplanwechsel Juni 2022 | 60 min 30 min (Hannover Hbf–Bennemühlen werktags) |

## Persönlichkeiten
- Heinrich Henstorf (1859–1953), Gründungsstifter der Henstorf-Stiftung[7]
- Hinrich Braasch (1878–1968), plattdeutscher Autor, lebte und wirkte ab 1904 in Bissendorf
- Peter Greve (1910–1983), Bildhauer und Maler, lebte und wirkte in Bissendorf
- Hellmuth Hahn (1927–2015), Heimatforscher, Historiker, Arzt und Kommunalpolitiker
- Klaus Meine (* 1948), Sänger der Scorpions, Songwriter
- Matthias Jabs (* 1955), Gitarrist der Scorpions
- Heinz Rudolf Kunze (* 1956), Schriftsteller, Rocksänger, Musicaltexter/-übersetzer, Dozent
- Harald Welzer (* 1958), Soziologe und Sozialpsychologe
- Frank Hanebuth (* 1964), Hells Angels-Anführer in Hannover
- Tjark Bartels (* 1969), ehemaliger Bürgermeister der Gemeinde Wedemark
- Helge Zychlinski (* 1979), amtierender Bürgermeister der Gemeinde Wedemark
- Uli Stein (1946–2020), Cartoonist